# Rőd
Rőd (románul Rediu) falu Romániában, Kolozs megyében, Ajton községben.

## Nevének említése
1292-ben Revd, 1324-ben Reud, 1441-ben Reed, 1461-ben, 1500-ban és 1521-ben Magyar Rewd néven jelentkezik az oklevelekben.

## Lakossága
1850-ben 1137 fős lakosságából 1031 fő román, 72 fő magyar, 9 fő zsidó és 25 fő cigány. 1956-ban Seregélyes kivált, ekkor még 1581-en laktak a településen. 1992-ben 795 fő lakta és csupán 2 fő volt magyar.
1850-ben 1044 görögkatolikus, 8 római katolikus, 76 református és 9 izraelita lakosa volt a falunak. 1992-ben 785 ortodox, 6 görögkatolikus, 1 református és 2 pünkösdista hívő maradt a faluban.

## Története
1303-ban Rőd falu felét Gerendi Saul, tordai főesperes birtokolja. Egy oklevél szerint már kőtemploma is van, melyet Szent Jakab tiszteletére szenteltek fel: „in qua ecclesia lapidea in hon b Jacobi Apost.”
1445-ben az írások György plébánost említik. 1500-as Magyar előneve még római katolikus hívekről tanúskodik, ám a későbbiekben nem szólnak a források sem katolikus, sem protestáns hívekről, de még középkori templomát sem említik. Görögkeleti hívek jelenlétére utalt későbbi Oláh előneve.
A falu a trianoni békeszerződésig Kolozs vármegye Kolozsvári járásához tartozott.
1956-ban vált ki Seregélyes.

## Híres emberek
- Itt született 1887. szeptember 17-én Farkas Árpád magyar mezőgazdasági szakíró, egyetemi tanár.